# Shogo: Mobile Armor Division
Shogo: Mobile Armor Division (дословно: «Шого: Мобильная броневая дивизия») — компьютерная игра в жанре шутера от первого лица разработанная компанией Monolith Productions и изданная Microïds 1998 году. Первая игра, выпущенная на движке Lithtech. В России игра вышла 17 декабря 1998 года под названием «Ярость: Восстание на Кронусе».

## Геймплей
Существует два режима игры: на ногах пехотинцем и в гигантском боевом роботе, выполненном в стиле аниме. В отличие от меха-симуляторов, пилотирование робота почти не отличается от управления пехотинцем. Тем не менее, у боевых роботов есть ряд особенностей: возможность трансформации в транспортное средство, высокие прыжки и мощное разрушительное оружие.
Неотъемлемой частью боевой системы в «Ярости» является возможность нанесения критических ударов, которые восстанавливают небольшое количество здоровья и наносят увеличенный урон противнику. Однако враги также могут наносить критические удары.

## Сюжет
Действие разворачивается в далеком будущем на планете Кронус, которая является единственным источником загадочного вещества като, позволяющего перемещаться на огромные расстояния за ничтожное время. Вещество представляет большой интерес для земных мегакорпораций. На планете идет жестокая гражданская война между силами альянса и повстанцами, которые называют себя Падшими. 
Капитан UCA японец Санджуро Макабе высаживается на Кронусе с целью найти и обезвредить загадочного Габриэля — лидера повстанцев. В ходе выполнения боевых заданий развиваются его взаимоотношения с другими персонажами, герою предстоит столкнуться с интригами, предательством и нераскрытыми тайнами своего прошлого. 
Сюжет игры предполагает два варианта развязки, выбор определяется репликой диалога в Военно-историческом музее Авернуса.

## Оценки
| Сводный рейтинг | Сводный рейтинг |
| Агрегатор       | Оценка          |
| --------------- | --------------- |
| GameRankings    | 81,60 %         |